# علي الماجد
علي الماجد هو الشيخ علي بن أحمد ال ماجد، كان عمدة محلة النعاثل بالأحساء شرق السعودية، كما كان عضواٌ في مجلس متصرفية الاحساء في عهد الدولة العثمانية، توفي سنة 1321 هـ.